# Lilla Agnsjön (Horreds socken, Västergötland)
Lilla Agnsjön är en sjö i Marks kommun i Västergötland och ingår i Viskans huvudavrinningsområde.